# Borj Neffara
Borj Neffara (en árabe: برج النفارة, literalmente: "Torre de los Trompetistas") es una torre de observación histórica situada cerca de la Mezquita Qarawiyyin en Fes el Bali, la medina de Fez, Marruecos. También se le conoce como Dar al-Muwaqqit (que no debe confundirse con otro Dar al-Muwaqqit dentro de la cercana mezquita Qarawiyyin y en otras mezquitas).

## Descripción

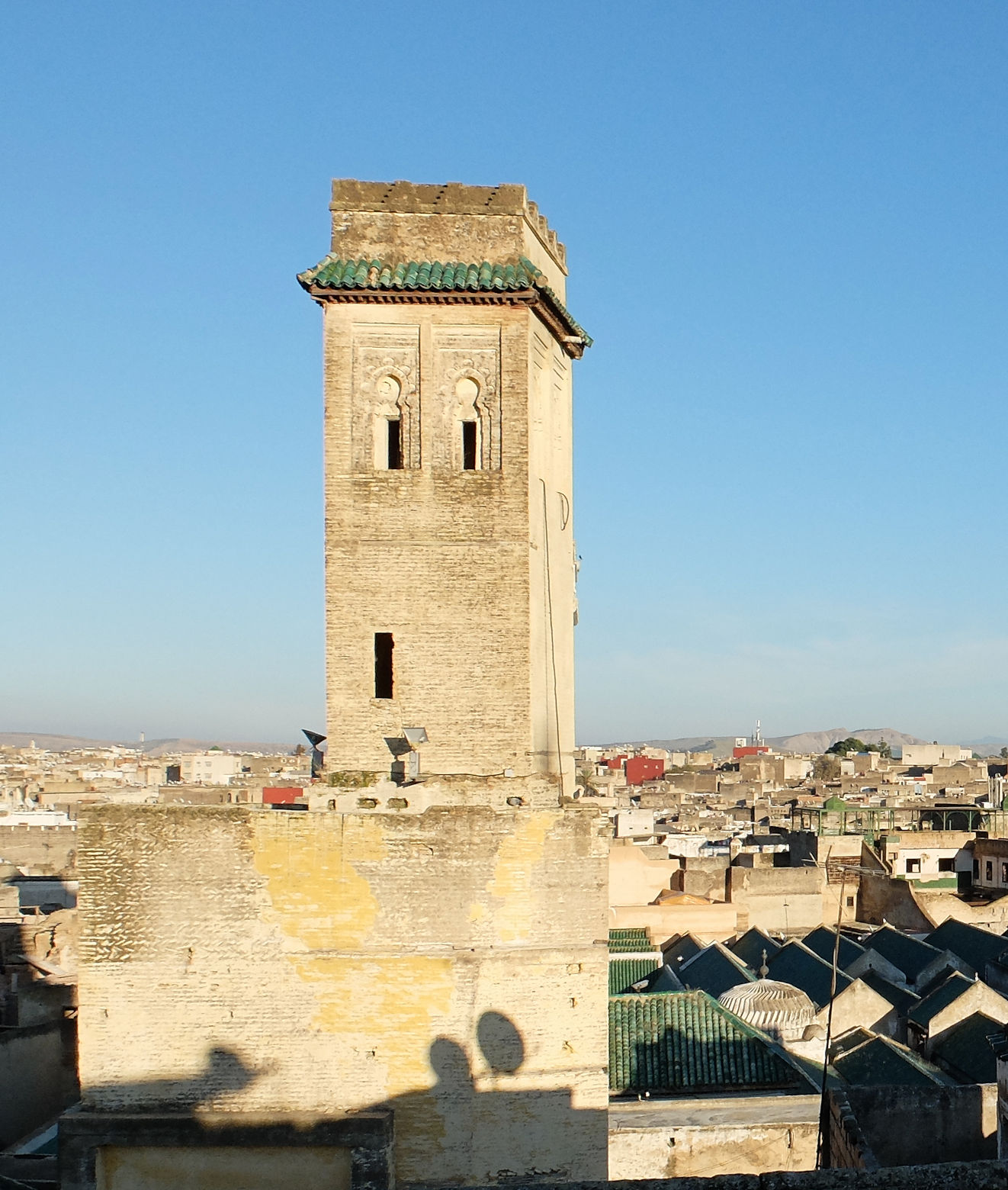
Borj Neffara en 2014, visto desde los tejados cercanos.

La construcción de la torre se atribuye al sultán meriní Abu Inán Faris a mediados del siglo xvi. La torre a menudo se confunde con un minarete, pero arquitectónicamente se distingue de uno en parte por la falta de una estructura de linterna en su parte superior (aunque el minarete cercano de la Mezquita Qarawiyyin también carece de éste). La torre es parte de una estructura ligeramente más grande llamada Dar al-Muwaqqit ("Casa del cronometrador"), un término también utilizado para la habitación o residencia del cronometrador (muwaqqit) en varias mezquitas. La estructura aquí consiste en una casa de dos plantas dispuestas alrededor de un patio central, elevándose la torre en el lado sur de la casa.
Se dice que la torre cumplió varias funciones, pero la principal parece haber sido la de plataforma para la observación astronómica llevada a cabo por un muwaqqit. Muchas mezquitas ya contaban con un muwaqqit, que era responsable de establecer los horarios de las oraciones y otras funciones relacionadas con el tiempo. Esta torre estaba destinada a ayudar a determinar el comienzo exacto de los meses (incluido el Ramadán) en el calendario musulmán, algo para lo cual la observación astronómica era crucial.
Según se informa, la torre también funcionaba como torre de vigilancia contra incendios. El nombre de la torre, que significa "Torre de los Trompetistas", es una referencia al hecho de que durante el mes de ayuno del Ramadán, los trompetistas subían a la torre y despertaban a la gente de la ciudad justo antes del amanecer para que pudieran tomar la zahora, su última comida antes del período de ayuno durante el día.